# 2003 QJ91
2003 QJ91, também escrito como 2003 QJ91, é um objeto transnetuniano que está localizado no Cinturão de Kuiper, uma região do Sistema Solar. Este corpo celeste é classificado como um cubewano. Ele possui uma magnitude absoluta de 6,7 e tem um diâmetro estimado com 211 km.

## Descoberta
2003 QJ91 foi descoberto no dia 24 de agosto de 2003 pelo astrônomo Marc W. Buie.

## Órbita
A órbita de 2003 QJ91 tem uma excentricidade de 0,041 e possui um semieixo maior de 44,079 UA. O seu periélio leva o mesmo a uma distância de 42,273 UA em relação ao Sol e seu afélio a 45,886 UA.